# Брюстер (гора)
Маунт-Брюстер — невеликий пік (2025 м), що піднімається над рівнем центральної частини півострова Даніела, і є його найбільшою висотою на землі Вікторія.
Гора була названа на честь сера Девіда Брюстера, шотландського фізика, у 1841 році сером Джеймсом Кларком Россом